# Astathes costipennis
Astathes costipennis är en skalbaggsart som beskrevs av Fisher 1935. Astathes costipennis ingår i släktet Astathes och familjen långhorningar. Inga underarter finns listade.